# Esoterisme
L'esoterisme (del grec εσω, "dins", "ocult"), és un conjunt d'ensenyances i doctrines que es mantenen apartades de l'atenció general, quedant reservades a un petit nucli d'iniciats. Així, el que és esotèric (ocult) s'oposa a l'exotèric (mostrat). L'esoterisme es va practicar dins les comunitats filosòfiques de l'antiga Grècia i a la majoria de religions primitives. El filòsof Aristòtil, per exemple, va escriure uns texts anomenats "esotèrics" en contraposició als "exotèrics" (aquests últims perduts, tot i que queden restes dels apunts dels seus deixebles).
Segons l'estudiós René Guénon, totes les doctrines tradicionals tenen un nucli esotèric, que per la seua complexitat simbòlica roman ocult per a la majoria dels creients. La idea de l'esotèric va unida a les d'iniciació i ocultisme, perquè el sentit dels rituals iniciàtics és, precisament, penetrar en eixe cercle intern i accedir al coneixement ocult.
S'ha de diferenciar entre l'esoterisme i les ciències ocultes, ja que en el primer cas es busca el coneixement i, en el segon, són les anomenades màncies, que per a molts tenen caràcter de pseudociència.